# حركة السردين
حركة السردين (بالإيطالية: movimento delle sardine) والمعروفة أيضًا باسم السردين ضد سالفيني، أو كما تدعى رسميا 6000 سردين هي حركة سياسية مقاومة معادية للفاشية تأسست في إيطاليا في نوفمبر 2019.
وُلدت الحركة في بولونيا في نوفمبر 2019 أثناء حملة الانتخابات الإقليمية في إميليا رومانيا في 26 يناير 2020، معلنةً معارضتها للشعوبية والسيادة التي المتزايدة لبعض الأحزاب اليمينية الإيطالية المعارضة في البرلمان أنذاك. فنظمت الحركة سلسلة مستمرة من المظاهرات السلمية احتجاجا على موجة تزايد اليمين المتطرف في البلاد. وتحديداً، ضد الخطاب السياسي للزعيم اليميني المتطرف ماتيو سالفيني.
تشير تسمية السردين مجازا إلى تكتل أسماك السردين في مجموعات كبيرة تتنقل بقوة. وعليه فإن الفكرة تقتضي تنظيم مسيرات بأعداد كبيرة من المشاركين، معبأة مثل أسماك السردين في المياه الضحلة.

## الأيديولوجية
أعلنت الحركة أنها لا تنتمي لأي فصيل سياسي وأنها تتبع بشكل أساسي القيم المناهضة للفاشية ومكافحة التمييز العنصري، وكذلك رفض الشعوبية اليمينية والعنف اللفظي في السياسة الإيطالية الذي يعتبرون أنه يجب أن يُعتبر قانونًا بمثابة عنف جسدي.
تم اعتبار حركة السردين عمومًا في الجانب اليساري من الطيف السياسي وتمت مقارنتها مع جيروتوندي وحركة الشعب البنفسجي، وهما حركتان على مستوى القاعدة الشعبية نشأت خلال الألفينات للاحتجاج ضد رئيس الوزراء الآنذاك سيلفيو بيرلسكوني.
وفقًا لبعض المعلقين السياسيين، ستقتصر الحركة فقط على نقد عام لليمين، مع معارضتها الصريحة لماتيو سالفيني الذي يصور كزعيم سلطوي وغير ديمقراطي. علاوة على ذلك، اتهم النقاد الحركة بدعم حكومة يسار الوسط الحاكمة جوزيبي كونتي.

## الخلفية التاريخية
بدأت حركة السردين كتجمع مفاجئ في 14 نوفمبر 2019، في ساحة بيازا ماغوري الرئيسية في بولونيا، منطقة إميليا-رومانيا الإيطالية. حيث كان الهدف منها مناهضة الحملة الانتخابية للسياسي المتطرف ماتيو سالفيني خلال الانتخابات الإقليمية لعام 2020 في بولونيا.
تطورت الحركة في إميليا-رومانيا خلال الحملة لانتخابية الإقليمية التي كانت تعتبر المنافسة الأولى في تاريخ المنطقة التي اعتبرت معقلًا للأحزاب اليسارية منذ نهاية الحرب العالمية الثانية. لكن في انتخابات عام 2018، أصبح تحالف يمين الوسط أكثر قوة سياسيا في المنطقة. لذلك بدأت حركة السردين نشاطها بهدف منع فوز اليمين في انتخابات يناير 2020.
كان شعار الحدث هو "Bologna non si Lega"، والذي يترجم حرفيًا إلى «بولونيا لا ترتبط»، في تلميح إلى حزب ماتيو سالفيني Lega أي حزب رابطة الشمال. انضم للتجمع المفاجئ، الذي أطلق عليه «6000 سردينة ضد سالفيني»، قرابة 15000 شخص، مما أثار دهشة البلاد بأكملها واستفاد من التغطية إعلامية واسعة.
استقبل أعضاء الحزب الديمقراطي التجمع الأول للحركة بحفاوة، خاصة سكرتيرته نيكولا زينغاريتي ورئيس الوزراء السابق باولو جينتيلوني والحاكم المنتهية ولايته لمنطقة إميليا-رومانيا ستيفانو لوتشيني. صرح رئيس الوزراء السابق والأب المؤسس للحزب رومانو برودي بأن الحركة كانت «عظيمة»، مضيفًا أنه لا ينبغي «استعمارها» أو «استغلالها» من قبل أي فضيل.
في 18 نوفمبر، اجتمع حشد ثانٍ من السردين في بيازا غراندي في مودينا، شارك فيه أكثر من 7000 شخص.

## الامتداد في مدن إيطاليا
في ديسمبر، انتشرت الحركة خارج إميليا-رومانيا. في 1 ديسمبر، شارك أكثر من 25000 شخص في مسيرة في ساحة بيازا دومو في ميلانو، بينما في اليوم السابق، تجمع ما يقرب من 30000 شخص في ساحة الجمهورية في فلورنسا. في 10 ديسمبر، تظاهر 40000 شخص في تورينو في ساحة كاستيلو. نظمت احتجاجات أخرى في نابولي وباليرمو.
في 14 ديسمبر، بعد شهر واحد من أول تجمع لهم، نظمت الحركة مظاهرة في روما في ساحة سان جيوفاني. وفقًا للمنظمين، انضم ما يقرب من 100000 شخص إلى التجمع. خلال مظاهرة روما، قدم زعيم الحركة ماتيا سانتوري، مقترحات الحركة السياسة والتي شملت من بين أمور أخرى، الشفافية السياسية، وإدانة خطاب الكراهية، والقوانين المناهضة للعنف اللفظي وسياسات الهجرة الجديدة. طلب سانتوري بشكل خاص من حكومة جوزيبي كونتي إلغاء ما يسمى «مرسوم سالفي»، وهو قانون أقرته الحكومة السابقة، والذي تضمن سلسلة من الإجراءات المتشددة التي ألغت أشكال الحماية الرئيسية للمهاجرين وجعلت ترحيلهم أسهل. كما أوقف المرسوم عملية تقديم طلبات اللجوء لأولئك الذين اعتبروا «خطرين اجتماعيا» أو الذين أدينوا بجريمة.
في نفس اليوم، وقعت مظاهرات أصغر في بروكسل وباريس وبرلين.
في 19 يناير، عادت الحركة إلى بولونيا، حيث حضر أكثر من 40،000 شخص مسيرة في ساحة أغوستو الثامن. كانت آخر مظاهرة قبل الانتخابات الإقليمية في 26 يناير وتمت تسميتها «مرحبًا بك مرة أخرى في البحر المفتوح». تميزت المسيرة بحفل موسيقي استمر 6 ساعات مع مغنيين وفنانين إيطاليين.

## معلومات
1. ↑  يقصد برقم 6000 تجاوز سعة المقاعد التي تبلغ 5570 مقعدًا في ساحة بالادوزا في بولونيا، حيث تم تنظيم محفل سالفيني السياسي.